# 水城蘭子
水城 蘭子（みずき らんこ、1929年4月24日 - 1997年5月26日）は、日本の女優、声優。東京府東京市浅草区（現：東京都台東区浅草）出身。

## 来歴
東京府東京市浅草区（現：東京都台東区浅草）で出生。文化学院卒業。東京都立竹台高等女学校（現:東京都立竹台高等学校）在学中に東京大学演劇部、東京慈恵会医科大学演劇部、日本大学芸術学部等で学生演劇をしていた。その一方、八田元夫演出研究所を経て、劇団文化座に入団。劇団水曜会を経て、劇団葦を結成。
三光事務所、
東京俳優生活協同組合、群六舎プロダクション、番衆プロダクション、コスモプロジェクト、オフィス滝沢に所属していた。女優業の傍ら、アニメや洋画吹き替えなど声優としても活躍した。
1962年に『凱旋門』で担当してからほぼ専属だったイングリッド・バーグマンの吹き替えや、デボラ・カーの専属吹き替えが有名である。
1997年5月26日、心不全のため神奈川県川崎市川崎区の病院で死去。享年69（68歳没）。

## 人物
声種は艶のあるアルト。
趣味・特技は読書、長唄、三味線。
夫は俳優の真木恭介。

## 出演（女優）

### テレビドラマ
- 特別機動捜査隊（NET、東映）
  - 第152話「団地夫人」（1964年） - 村井夫人
  - 第228話「鏡と女」（1966年）
  - 第782話「わたしの父さん」（1976年） - 定岡道代
- 事件ファイル110 甘ったれるな 第9話「春遠い19歳の夢」（1976年、TBS / 松竹） - 西牧くら
- 達磨大助事件帳 第11話「友よ、さらば」（1977年、ANB / 前進座 / 国際放映） - 矢島妙
- 太陽にほえろ!（NTV）
  - 第329話「タイムリミット」（1978年） - 大河原夫人
  - 第704話「未亡人は十八才」（1986年） - 奥寺の叔母
- そば屋梅吉捕物帳 第6話「大奥に潜む黒い影」（1979年、12ch / 国際放映） - おふさ
- ライオン奥様劇場妻の再婚（1980年、CX）
- 春の波涛（1985年）
- 中学生日記
- 特捜最前線（ANB）
  - 第172話「乙種蹄指紋の謎!」（1980年）
  - 第452話「遺書・指名手配113号の男!」（1986年） - 水尾千代子
- 火曜サスペンス劇場（NTV）
  - 「妻の生き甲斐」（1986年2月）
  - 「切り裂き魔」（1987年3月）
  - 「女検事・霞夕子9・遺産相続」（1996年12月）
- 名探偵金田一耕助シリーズ5「死仮面」（1986年5月、TBS系）
- ダウンタウン探偵組 第7話「ひとに聞かれりゃ…何んと答える」（1988年、ABC / テレパック）
- 一枚の写真（1988年、CX系）
- ノンちゃんの夢（1988年、NHK）
- 火曜スーパーワイド「なんでも屋探偵帳1・なんでも屋奮戦記」（1989年11月、ABC）
- 土曜ワイド劇場「新妻殺し」（1991年3月、ANB）
- 刑事貴族2（1992年、NTV）
- 金曜エンタテイメント（CX）
  - 腕まくり看護婦物語シリーズ（1993年-）
  - 浅見光彦シリーズ「伊香保殺人事件」（1995年12月） - 大戸世志子
- 松本清張ドラマスペシャル・眼の気流（1994年9月、TX）
- ママのベッドへいらっしゃい（1994年、ANB） - 大原民江
- 未成年（1995年、TBS）

### 映画
- 狼の紋章（1973年、東宝） - 戸崎文
- 令嬢肉奴隷（1985年、にっかつ） - 敷島萌子
- 芦屋令嬢 いけにえ（1986年、にっかつ） - 篠原文子
- いんこう（1986年、にっかつ） - 柴崎の母
- 病院へ行こう（1990年、東映） - 小夜

### テレビ番組
- やさしい経済教室（お母さん）

## 出演（声優）
※太字は、メインキャラクター。

### 吹き替え

#### 担当女優
イングリッド・バーグマン
- 凱旋門（1962年、ジョアン・マドゥ）※フジテレビ旧版
- カサブランカ（1967年、イルザ・ラント）※NET版
- 追想（1967年、アンナ・コレフ/アナスタシア）※NET版
- さよならをもう一度（1968年、ポーラ・テシエ）※NET版
- 白い恐怖（1970年、コンスタンス・ピーターソン）※NET版
- 汚名（1972年、アリシア・ヒューバーマン）※NET版
- 黄色いロールス・ロイス（1972年、ゲルダ・ミレット）※NET版
- ジキル博士とハイド氏（1973年、アイヴィー・ピーターソン）※NET版
- 凱旋門（1976年、ジョアン・マドゥ）※フジテレビ新版
- サボテンの花（1977年、ステファニー・ディッキンソン）※日本テレビ版
- オリエント急行殺人事件（1980年、グレタ・オルソン）※テレビ朝日版

グリア・ガースン
- 心の旅路（1972年、マーガレット・ハンソン） ※東京12ch版
- ミニヴァー夫人（1973年、ミニヴァー夫人）※テレビ神奈川版
- キュリー夫人（不明、マリ・キュリー）

ジェシカ・タンディ
- 砂漠の鬼将軍（1969年、ルーシー・ロンメル夫人）※NET版
- 砂漠の鬼将軍（1975年、ルーシー・ロンメル夫人）※フジテレビ版

シェリー・ウィンタース
- ロリータ（1971年、シャーロット・ヘイズ）※東京12ch版
- 罪の背景（1974年、ベス・キャメロン） ※NHK版 

デボラ・カー
- 旅路（1967年、シビル・レイルトン＝ベル）※NET版
- 六年目の疑惑（1968年、マーサ・ラドクリフ）※NET版
- めぐり逢い（1969年、テリー・マッケイ）※NET版
- お茶と同情（1969年、ローラ・レイノルズ）※NET版
- 悲しみよこんにちは（1969年、アンヌ・ラーセン）※NET版
- 芝生は緑（1969年、ヒラリー・ライオール）※NET版
- ゼンダ城の虜（1970年、フラビア姫）※東京12ch版
- イグアナの夜（1970年、ハンナ・ジェルクス）※NET版
- 結婚専科（1971年、バレリー・エドワーズ） ※NET版
- クォ・ヴァディズ（1971年、リジア）※NET版
- 007 カジノ・ロワイヤル（1972年、マクタリ夫人/ミミ）※日本テレビ版
- 回転（1972年、ミス・ギデンス）
- 王様と私（1972年、アンナ・レオノーウェンズ）※東京12ch版
- サンダウナーズ（1973年、アイダ・カーモディ）※東京12ch版
- 王様と私（1975年、アンナ・レオノーウェンズ）※TBS版
- アレンジメント/愛の旋律（1976年、フローレンス・アンダーソン）※NET版
- 007 カジノ・ロワイヤル（1976年、マクタリ夫人/ミミ）※NET版
- クォ・ヴァディズ（1976年、リジア）※フジテレビ版
- ドーヴァーの青い花（不明、ミス・マドリガル）※TBS版

デルフィーヌ・セイリグ
- ジャッカルの日（1977年、モンペリエ男爵夫人）※日本テレビ版
- ジャッカルの日（1978年、モンペリエ男爵夫人）※テレビ朝日版

ドロシー・マクガイア
- ブルックリン横丁（1967年、ケイティ・ノーラン）※NHK版
- 友情ある説得（1969年、エリザ・バードウェル） ※NHK版

#### 映画
時期不明
- 遊星よりの物体X（ニッキ・ニコルソン〈マーガレット・シェリダン〉）
- 醜聞殺人事件（クリス・エメリー〈リタ・ヘイワース〉）
- ネバダの決闘（エレン・ベイリー〈ドロシー・グリーン〉）
- 破局（ルーシー・モーガン〈フィリス・サックスター〉）

1967年
- テーブル・ロックの決闘（ローナ・ミラー〈ドロシー・マローン〉）※フジテレビ版
- 秘めたる情事（イーディス・チェイピン〈ジェラルディン・フィッツジェラルド〉） ※NET版

1968年
- 手錠のまゝの脱獄（ビリーの母〈カーラ・ウィリアムズ〉）※NET版
- 初恋（マリア・ブレンターノ〈ヴァレンティナ・コルテーゼ〉） ※東京12ch版
- 荒鷲の翼（ミン・ウィード〈モーリン・オハラ〉）
- 三人のあらくれ者（ローナ・ハンター・ソンダース〈アン・バクスター〉）※東京12ch版

1969年
- 青い大きな海（ロゼッタ〈アリダ・ヴァリ〉）※NHK版 

1971年
- ぼくの伯父さん（アルペル夫人〈アドリアンヌ・セルヴァンティ〉）※NHK版
- フランス式十戒（クラリス〈ダニエル・ダリュー〉）
- 上流社会（リズ・インブリー〈セレステ・ホルム〉）※東京12ch版
- 嵐が丘（ネリー・ディーン〈フローラ・ロブスン〉）※NHK版 

1972年
- ヘルファイター（マデリン・バックマン〈ヴェラ・マイルズ〉）※フジテレビ版
- 若草物語（マーガレット・マーチ〈メアリー・アスター〉）※東京12ch版
- アラバマ物語（モーディ・アトキンソン〈ローズマリー・マーフィ〉）※NET版

1973年
- 明日になれば他人（カルロッタ〈シド・チャリシー〉）※TBS版
- 愛するゆえに（マージョリー・ペンローズ〈ラナ・ターナー〉）※TBS版

1974年
- 戦争と平和（エレン・クラーギナ〈イリーナ・スコブツェワ〉）※NET版
- 旅情（フィオリーニ夫人〈イザ・ミランダ〉）※日本テレビ版
- フレンジー（ブレンダ・ブレイニー〈バーバラ・リー・ハント〉）※NET版

1975年
- 渇いた太陽（アレクサンドラ・デル・ラーゴ〈ジェラルディン・ペイジ〉）※TBS版

1977年
- エアポート'75（ディバニー夫人〈マーナ・ロイ〉）※フジテレビ版

1978年
- めざめ（バランダリー伯爵夫人〈ミシェル・モルガン〉）※日本テレビ版

1981年
- 疑惑の影（エマ・ニュートン〈パトリシア・コリンジ〉）※テレビ朝日版

1985年
- ポルターガイスト（レシュ博士〈ビアトリス・ストレイト〉）※フジテレビ版

1986年
- ハリーの災難（アイビー・グレブリー〈ミルドレッド・ナトウィック〉） ※テレビ朝日版

1987年
- ターミネーター（サラの母）※テレビ朝日版

1990年
- アガサ・クリスティー／死者のあやまち（エイミー・フォリアット〈コンスタンス・カミングス〉）※NHK版
- オールウェイズ（ハップ〈オードリー・ヘプバーン〉）※ソフト版

1996年
- スリーメン&リトルレディ（ベラ・ベニントン〈シーラ・ハンコック〉）日本テレビ版

#### ドラマ
時期不明
- ヒッチコック劇場
  - 第2話（ダフニー）

- 弁護士ペリー・メイスン
  - 「華麗なる死の誘惑」

- ミスター・エド（ケイ・アディソン〈エドナ・スキナー〉）

1962年
- ルート66  ※NHK版
  - 第21話『雪の中の肖像』（ペニー・フォスター〈ジャンヌ・パル〉）
  - 第25話『運命の子』 (カウナ・アイビー〈アイリーン・サックス〉)

1964年
- 看護婦物語  ※NHK版
  - 第58話『愛のあり方』（キティ・リー〈ダイアナ・リン〉）

1965年
- 0011ナポレオン・ソロ ※日本テレビ版
  - 第28話『つかの間の生涯の物語』（アルセステ・ストレイゴウ婦人〈マリアン・マッカーゴ〉）

1968年
- 奥さまは魔女（1968年−1972年、ルイーズ・テイト〈ケイシー・ロジャース〉）※TBS版

1969年
- 宇宙大作戦 ※日本テレビ版
  - 第1話『惑星M113の吸血獣』（ナンシー・クレーター〈ジーン・バル〉）

- 0011ナポレオン・ソロ  ※日本テレビ版
  - 第92話『財界ジュニアの問題点』（オリヴィア・ウィリス〈デルフィ・ローレンス〉）

1970年
- 探偵ストレンジ ※NHK版
  - 第16話『黒い札束事件』（カレン・ローズ〈ポーリン・イエーツ〉）

1971年
- ドクター・ウェルビー（1971年−1972年、コンスエロ・ロペス〈エレナ・ヴェルダゴ〉）※NHK版

1978年
- 大草原の小さな家 ※NHK版
  - 第66話『級長選挙』（エレン・ドブキンス〈ミッツィ・ホーグ〉）

1988年
- ジェシカおばさんの事件簿 ※NHK版
  - 第18話『授賞式はしめやかに』

- 頑固じいさん孫3人 ※NHK版
  - 第27話『ひとすじの道〜教育に自らの人生をかける定年間近の先生』（テンプル〈クロリス・リーチマン〉）

1989年
- こちらブルームーン探偵社（〈初代〉バージニア・ヘイズ〈エヴァ・マリー・セイント〉） ※NHK版
- ジェシカおばさんの事件簿 ※NHK版
  - 第45話『サーカスに死が訪れる』（チャーリー・マッカラム〈ジョーイ・クレイマー〉）

1995年
- シャーロック・ホームズの冒険 ※NHK版
  - 第40話『マザランの宝石』（アグネス・ガリデブ〈フィリス・カルヴァート〉）

1996年
- ER緊急救命室（1996年 − 1997年、クッキー・ルイス〈ヴァレリー・ペリン〉）※NHK版

1997年
- 名探偵ポワロ ※NHK版
  - 第45話『もの言えぬ証人』（イザベル・トリップ〈ポーリン・ジェイムソン〉）

#### アニメ
1970年
- 進めや進め！スモーキー （1970年 − 1971年）※NHK版

### テレビアニメ
1963年
- エイトマン（水沢博士、小島ナミ）

1964年
- 鉄腕アトム (アニメ第1作)

1972年
- ど根性ガエル

1975年
- ガンバの冒険（ボーボ）

1986年
- 青春アニメ全集「野菊の墓」（しず）

1987年
- 愛の若草物語（マーサ）

1988年
- 小公子セディ（コンスタンシア）
- ハーイあっこです（ノリコ）

### 劇場アニメ
1963年
- わんわん忠臣蔵（シロ）

1984年
- 冒険者たち ガンバと7匹のなかま（ボーボ）

1985年
- ごんぎつね（くめ）

1991年
- ガンバとカワウソの冒険（ボーボ）

## 後任・代役
| 後任       | 役名・役職       | 作品・番組名               | 初担当       |
| ---------- | ---------------- | -------------------------- | ------------ |
| 園田恵子   | グレタ・オルソン | 『オリエント急行殺人事件』 | 追加収録部分 |
| 木村香央里 | ディバニー夫人   | 『エアポート'75』          | 追加収録部分 |
| さとうあい | ナンシー         | 『宇宙大作戦』             | 追加収録部分 |